# Liste der Einträge im National Register of Historic Places in der Copper River Census Area
Die Liste der Registered Historic Places in der Copper River Census Area führt alle Bauwerke und historischen Stätten in der Copper River Census Area des US-Bundesstaates Alaska auf, die in das National Register of Historic Places aufgenommen wurden.

## Chisana
- Chisana Historic District

## Chitina
- Bremner Historic Mining District
- Chitina Tin Shop
- Copper River and Northwestern Railway
- Copper River and Northwestern Railway Bunkhouse and Messhouse
- Dakah De'nin's Village Site

## Copper City
- Valdez Trail-Copper Bluff Segment

## Gakona
- Chistochina Trading Post
- Gakona Historic District
- Gakona Roadhouse

## Kennicott
- Kennecott Mines

## McCarthy
- McCarthy General Store
- McCarthy Power Plant

## Paxson
- Tangle Lakes Archeological District

## Slana
- Kansky's